# Beringen Badischer Bahnhof

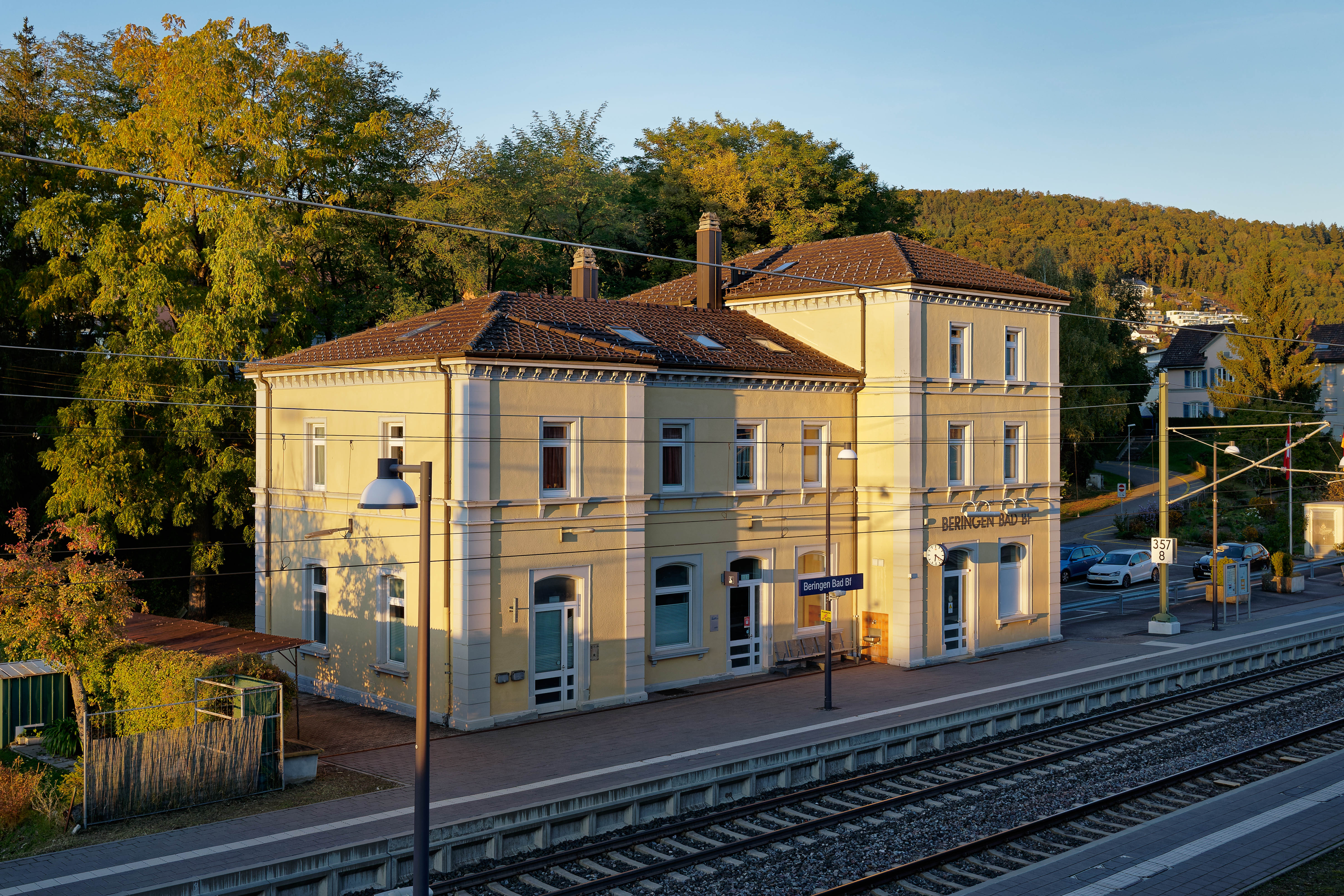
Stationsgebäude, Bahnseite (2021)

Beringen Badischer Bahnhof (bahnamtlich Beringen Bad Bf, auch Bahnhof Beringen) ist neben dem S-Bahn-Haltepunkt Beringerfeld eine von zwei Bahnstationen der schweizerischen Gemeinde Beringen im Kanton Schaffhausen. Im Zuge der Inbetriebnahme der S-Bahn Schaffhausen auf dem Hochrheinbahn-Abschnitt Erzingen (Baden)–Schaffhausen wurde der Beringer Bahnhof umfassend modernisiert.
Zusammen mit den anderen im Eigentum der Bundesrepublik Deutschland stehenden Bahnhöfen auf Schweizer Staatsgebiet gehört er zu den letzten Bahnhöfen, die sich nach der Bahnreform in Deutschland noch in unmittelbarem Bundesbesitz befinden.

## Geschichte
Noch 1856 wollte Beringen (wie Löhningen und Guntmadingen) von einer Eisenbahn verschont bleiben. Ein bis zwei Stunden Entfernung von einer Station sei jedem zuzumuten, hiess es. Die Bahn sei mangels Nachfrage in Beringen zudem sicher unrentabel und ausserdem könnte wertvolles Land verloren gehen. „Fassen wir die lokalen Verhältnisse näher ins Auge, so gelangen wir zu der Überzeugung, dass ein Schienenweg durch unser Territorium von (wir möchten sagen unberechenbarem) Nachteil ist.“ hiess es in einer Petition.
Bereits 1858, als die Linienführung durch den Kanton Schaffhausen beschlossen und mit 101 Salutschüssen von der Enge in den Klettgau hinaus verkündet wurde, herrschte in Beringen Jubel. 1861 wollte man das Trassee dann sogar nördlich der Landstrasse haben und eine Kommission verhandelte für die Güterbesitzer mit der Grossherzoglich Badischen Eisenbahn über die notwendigen Enteignungen.
Am 12. Dezember 1862 fuhr die erste Lokomotive von Neuhausen nach Waldshut. Die offizielle Einweihung der Strecke erfolgte am 13. Juni 1863. Gern hätte man damals eine Nebenlinie von Beringen Richtung Stühlingen gesehen. Deren Rolle übernahm später die Strassenbahn Schaffhausen–Schleitheim, die für die Badische Bahn zu einer starken Konkurrenz wurde.
1901 wurde die Strassenbahn Schaffhausen eröffnet, welche mit einer Linie bis ins benachbarte Neuhausen am Rheinfall führte. 1905 wurde diese Linie um eine Überlandstrassenbahn nach Schleitheim ergänzt, welche auch durch Beringen führte. Zur Unterscheidung der Strassenbahnhaltestelle Beringen zum Badischen Bahnhof erhielt diese Haltestelle den Namen Beringen StSS. 1964 wurde die Strecke nach Schleitheim stillgelegt.
Am 5. Oktober 2013 wurde der Ausbau der Bahnstrecke zwischen Erzingen und Schaffhausen abgeschlossen und dem Betrieb übergeben. Die Strecke wurde zwischen Erzingen und Beringen auf 12,5 km Länge zweigleisig ausgebaut und zwischen Erzingen und Schaffhausen elektrifiziert. Zeitgleich wurde in Beringen der neue S-Bahn-Haltepunkt „Beringerfeld“ errichtet, wodurch der Badische Bahnhof nicht mehr der einzige Bahnhof in Beringen ist. Seither verkehrt zwischen Schaffhausen und Erzingen die S-Bahn Schaffhausen im Halbstundentakt, zwischen Schaffhausen und Beringen Bad Bf in den werktäglichen Hauptverkehrszeiten sogar im Viertelstundentakt.
Durch den Beitritt der Schweiz zum Schengener Abkommen im Jahre 2008 wurde die Bedeutung der Grenze zwischen der Schweiz und Deutschland zwar geringer, jedoch werden auch weiterhin unregelmäßig Kontrollen in den Zügen zwischen Erzingen und Schaffhausen vorgenommen.

## Verkehr

### Bahnverkehr
Seit Dezember 2013 verkehrt die S-Bahn Schaffhausen zwischen Schaffhausen und Erzingen im Halbstundentakt, zwischen Schaffhausen und Beringen Bad Bf in den werktäglichen Hauptverkehrszeiten sogar im Viertelstundentakt.
- S64 Schaffhausen – Beringen Bad Bf – Erzingen (Baden) (SBB GmbH/Thurbo)

### Autobusverkehr
Am Bahnhof Beringen hält die Stadtbuslinie 28 in Richtung Beringen Belvedere und Guntmadingen Dorf.
Ausserdem gibt es noch zwei Überlandbuslinien: eine von Schaffhausen nach Schleitheim (Regionallinie 21), die zweite von Schaffhausen nach Erzingen (Betreiber: die deutsche Südbadenbus GmbH), die ebenfalls zur Anbindung von Beringen an Schaffhausen genutzt werden können, jedoch nicht am Badischen Bahnhof, sondern an der nächsten Haltestelle Beringen, Sonne halten.